# Heinrich Kunter
Heinrich Kunter († 1317), Bürger der Städte Bozen und Hall, war ein Tiroler Kaufmann, Unternehmer und Erbauer des nach ihm benannten Kunterswegs.

## Leben
Heinrich Kunter bekam am 22. September 1314 gemeinsam mit seiner Frau Kathrein vom Landesfürsten Graf Heinrich von Tirol das Recht, durch die Eisackschlucht von Bozen bis Klausen einen (Saum-)Weg herzustellen und dafür einen Wegzoll zu erheben sowie daran zwei Tavernen zu betreiben. Die Bauleistung gilt als Beispiel für «rudimentäres frühkapitalistisches Unternehmertum», das auf die rasche Amortisierung erheblicher ökonomischer Vorleistungen setzte.
Die ursprüngliche Straße von Bozen nordwärts führte bis zur Erbauung des Kuntersweges über den Ritten und erreichte erst bei Kollmann wieder das Eisacktal. Durch den neuen Weg mussten die Reisenden nicht mehr diese Steigung (von 500 Meter in Kollmann bis 1150 Meter bei Lengmoos und wieder herunter auf 265 Meter nach Bozen) bewältigen. Die Brennerstrecke wurde dadurch stark aufgewertet und so die Entwicklung Bozens zur bedeutendsten Handelsstadt Tirols ermöglicht. Verlierer waren Gries und vor allem Meran.
Wenn Heinrich Kunter auch bald darauf gestorben ist, so führte seine Witwe die Geschäfte des Kunterweges offensichtlich mit Umsicht weiter, denn sonst hätte der Landesfürst nicht im Jahre 1328 eine Verordnung erlassen, dass die Erben Heinrich Kunters an diesem Weg alle Rechte haben sollen.
Der Kuntersweg wurde unter dem Landesfürsten Erzherzog Siegmund dem Münzreichen um 1480 durch Sprengungen so ausgebaut, dass er auch mit Fuhrwerken befahren werden konnte. Das landesfürstliche Zollhaus am Kuntersweg in Kollmann ist heute noch da und wurde in Zusammenarbeit mit dem Südtiroler Landesdenkmalamt 1979–1982 vorbildlich restauriert. Die Gemeinde Karneid ließ den Kuntersweg anlässlich des Tiroler Gedenkjahres 1809–1984 als Wanderweg instand setzen. Es sind rund fünf Kilometer, die in zweieinhalb Stunden bewältigt werden.
Nach Kunter ist die Wirtschaftsfachoberschule „Heinrich Kunter“ in Bozen benannt.